# Trockener Orgasmus
Der Begriff trockener Orgasmus bezeichnet in der Sexualwissenschaft den Orgasmus ohne Erguss (Ejakulat) eines noch nicht geschlechtsreifen männlichen Kindes. 
In der medizinischen Literatur und umgangssprachlich wird der Begriff auch für einen Orgasmus ohne sichtbare Ejakulation bei einem geschlechtsreifen Jugendlichen oder erwachsenen Mann verwendet, beispielsweise bei der Retrograden Ejakulation oder dem Verschluss des Ductus ejaculatorius.

## Physiologische Grundlagen
Das Ejakulat bei einem geschlechtsreifen Mann, also das Sperma, besteht aus zellulären (Spermien, Epithelzellen der Hodenkanälchen) und flüssigen (Seminalplasma) Bestandteilen. Das Seminalplasma setzt sich zusammen aus Sekreten der sogenannten akzessorischen Geschlechtsdrüsen: Samenleiterampulle (Ampulla ductus deferentis), Samenblasendrüse (Glandula vesicularis), Vorsteherdrüse (Prostata), Bulbourethraldrüse (Glandula bulbourethralis), zu geringen Teilen auch der Hoden und Nebenhoden. Obwohl die männlichen Geschlechtsorgane zum Zeitpunkt der Geburt bereits vollständig angelegt sind, findet die weitere Ausdifferenzierung erst im Verlaufe der Pubertät unter dem Einfluss der Geschlechtshormone statt. Ihre volle Funktionalität inklusive der Fähigkeit zur Produktion von befruchtungsfähigen Spermien erreichen sie im Zuge dieser Entwicklung dann zum Zeitpunkt der Geschlechtsreife (Spermarche).

## Vor der Pubertät
Die Orgasmusfähigkeit ist ab der Geburt, oder spätestens ab dem dritten Lebensjahr gegeben. 
Bei Jungen vor der Pubertät ist die Fähigkeit zu multiplen Orgasmen selbst bei mehreren Stunden andauernder Selbstbefriedigung nicht selten.
Von den akzessorischen Geschlechtsdrüsen ist insbesondere die Prostata schon vor Beginn der Pubertät in der Lage, bei entsprechender Stimulation ein Sekret zu bilden. Deshalb ist es bei männlichen Kindern durchaus möglich, dass auch ein oder mehrere Jahre vor der Geschlechtsreife bei einem Orgasmus eine – wenn auch sehr geringe – Ausscheidung von überwiegend Prostatasekret („samenloser Erguss“) stattfindet. Voraussetzung dafür kann eine besonders starke Ausprägung beziehungsweise Entwicklung der primären Geschlechtsorgane, eine leichte sexuelle Erregbarkeit, ein starkes sexuelles Interesse und eine häufigere, als unbelastend, lustvoll und befriedigend empfundene sexuelle Aktivität (meist Masturbation) sein. In der überwiegenden Mehrzahl wird jedoch bei männlichen Kindern vor der Geschlechtsreife bei einer sexuellen Stimulation bis zum Höhepunkt ein trockener Orgasmus auftreten.

## Nach der Pubertät
Für einen trockenen Orgasmus bei einem gesunden geschlechtsreifen Jugendlichen oder Mann ohne eingreifende Manipulation gibt es keinen wissenschaftlich anerkannten Beleg. Selbst wenn nach mehrmaligem Orgasmus keine Spermien mehr ausgestoßen werden können, produziert besonders die Prostata zusammen mit den anderen akzessorischen Geschlechtsdrüsen immer noch eine mehr oder minder geringe Menge Sekret für ein Ejakulat. Solange ein Orgasmus noch erreicht werden kann, findet auch eine Stimulation der akzessorischen Geschlechtsdrüsen statt, welche automatisch zur Produktion von Sekret führt. Dieses kann wesentlich schneller hergestellt werden als neue Spermien. Ist also der Spermienvorrat nach mehreren kurz hintereinander erfolgten Orgasmen erschöpft, kann vor allem die stimulierte Prostata bei Erreichen eines weiteren Orgasmus immer noch eine kleine Menge Sekret für eine Ejakulation liefern.

## Nach chirurgischen Eingriffen
Auch im Falle einer Sterilisation ist ein Orgasmus mit einer Ejakulation (im engeren Definitionssinn lediglich Ausscheidung) verbunden, allerdings sind in einer solchen Ausscheidung keine Spermien mehr enthalten.
Ebenso kommt es nach einer Kastration (vollständige Entfernung beider Hoden einschließlich Nebenhoden) nicht zu einem trockenen Orgasmus. Solange durch eine sexuelle Stimulation weiterhin ein Orgasmus erreichbar ist, wird auch dabei eine Sekretausscheidung ohne Spermien ausgelöst. Diese Tatsache war schon gegen Ende des 16. Jahrhunderts in Europa bekannt, wie aus einem Brief des Nuntius von Spanien an den damaligen Papst Sixtus V. hervorgeht. In diesem bittet er um eine Stellungnahme zur Klärung der Ehefähigkeit von Kastraten speziell für solche, die zwar beider Hoden entbehrten und trotzdem zu Geschlechtsverkehr und Erguss fähig waren, hierbei aber, wie der Nuntius meinte, keinen „wahren Samen“, sondern nur eine samenähnliche, „zur Fortpflanzung und zur Erfüllung des Zwecks der Ehe nicht geeignete“ Flüssigkeit hervorbrachten.

## Weiterführende Literatur
Physiologische Grundlagen
- Klaus M. Beier, Hartmut A. G. Bosinski, Kurt Loewit (Hrsg.): Sexualmedizin. 2. Auflage. Elsevier, München 2005, ISBN 3-437-22850-1.
- Erwin-Josef Speckmann: Physiologie. 5. Auflage. Elsevier, München 2008, ISBN 978-3-437-41318-6. eingeschränkte Vorschau in der Google-Buchsuche
- Robert F. Schmidt: Physiologie des Menschen. Mit Pathophysiologie. 30. Auflage. Springer, Heidelberg 2007, ISBN 3-540-32908-0.
- Jan Hartmann, Christian Hick, Friedrich Jockenhövel: Intensivkurs Physiologie. 5. Auflage. Elsevier, München 2006, ISBN 3-437-41892-0.